# Flèche de Tendra
La flèche de Tendra, en ukrainien : Тендрівська Коса, Tendrivs'ka Kosa, en russe : Тендровская коса, Tendrovskaya kosa, est une flèche littorale d'Ukraine sur la mer Noire, au sud de la baie de Tendra.

## Géographie

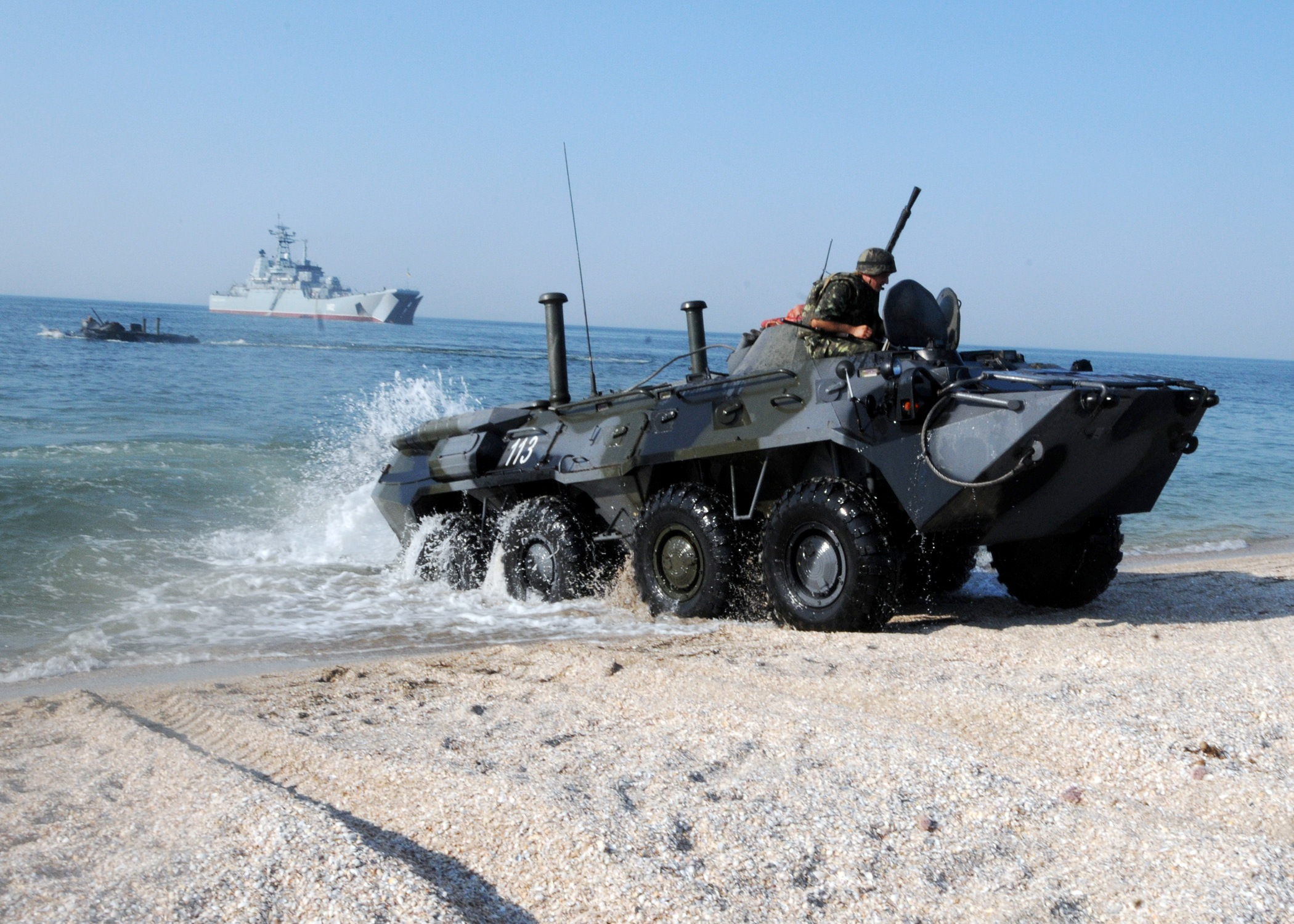
Débarquement d'unités militaires ukrainiennes sur la flèche de Tendra au cours d'un exercice en 2010.

## Histoire
Le 29 février 2024, le ministère russe de la Défense affirme avoir repoussé un groupe de sabotage ukrainien du 73e centre d'opérations maritimes qui débarquait à bord de canots à moteur rapides près de la flèche de Tendra, indiquant avoir tué jusqu'à 25 militaires et en avoir capturé un autre ; cette information est partiellement confirmée par l'Ukraine,,.

## Dans la culture

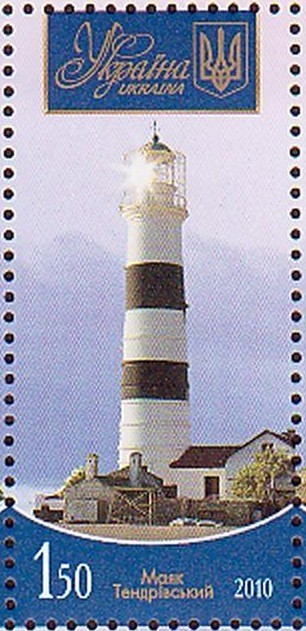
Timbre ukrainien de 2010 représentant le phare de Tendra situé à l'extrémité de la flèche.